# Parukář
Parukář, též anglický parukář, je jedno z nejstarších plemen holuba domácího, charakteristické extrémně prošlechtěným opeřením na hlavě a krku. Je to středně velký, ale mohutně působící pták se vzpřímenou postavou a krátkýma nohama, s mohutně vyvinutým peřím na krku, které při pohledu z boku tvoří zcela uzavřený ovál zakrývající hlavu a zobák. Chová se po celém světě, ale ne ve velkých počtech. V seznamu plemen EE patří do plemenné skupiny strukturových holubů je zapsán pod číslem 0605.

## Historie
Parukář pochází z Indie odkud byli dovezeni do Evropy snad holandskými mořeplavci a to kolem roku 1500. Tito ptáci se pak rozšířili po celé Evropě a vzniklo z nich několik příbuzných plemen, anglický parukář je z nich exteriérově nejdokonalejší. Do současné podoby byl vyšlechtěn v Anglii, kde byli hojně chováni a to i na dvoře královny Viktorie. Od 19. století se parukáři chovají v Německu a po druhé světové válce se dostali i do Spojených států. Během 20. století bylo několik špičkových chovů i v Československu a to především na území dnešního Slovenska.

## Popis

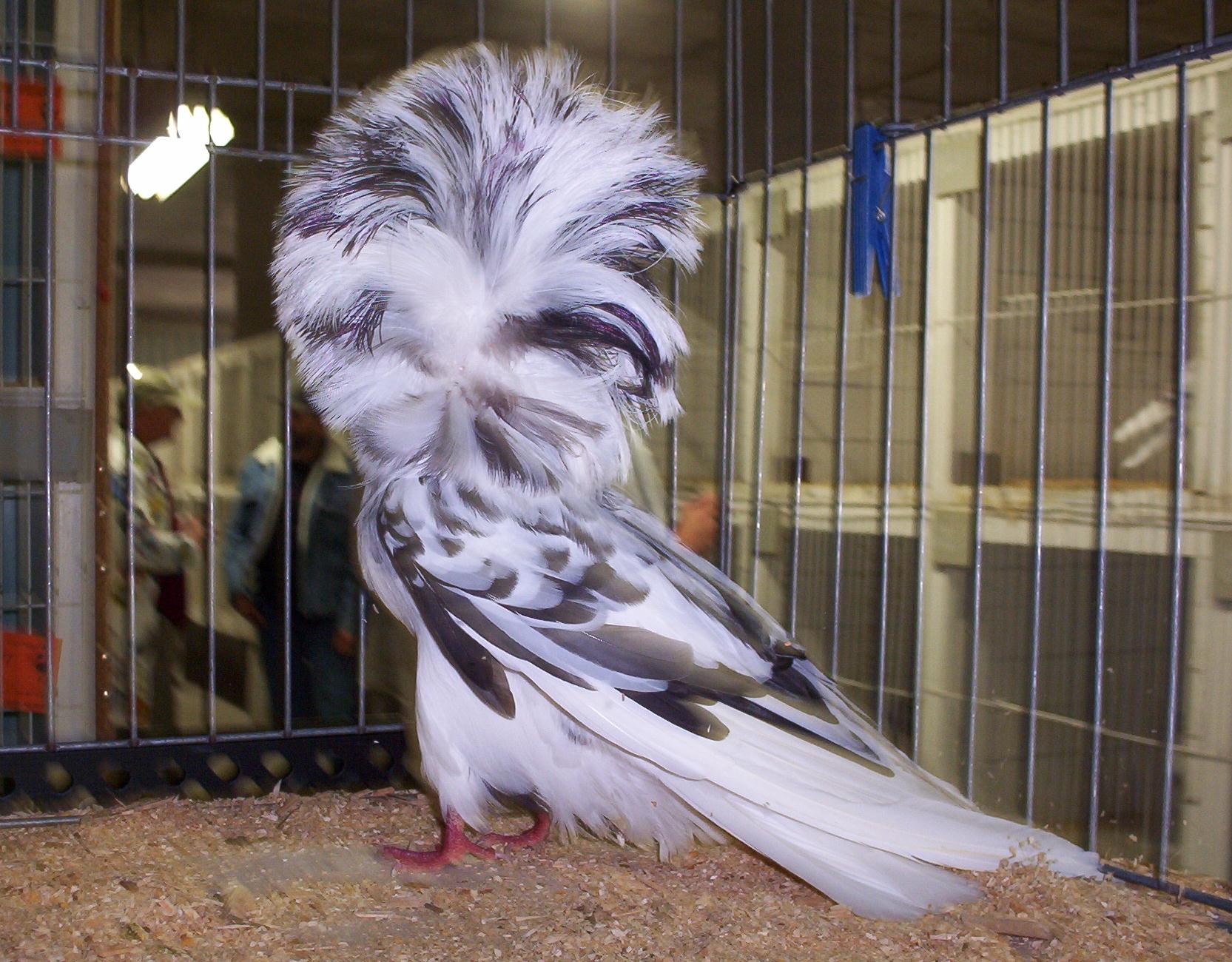
Parukář stříkaný černý

Parukář je společně s anglickým pávíkem a kudrnáčem jedno z klasických, nejrozšířenějších a nejprošlechtěnějších plemen strukturových holubů. Na rozdíl od pávíka se šlechtění zaměřilo výhradně na rozvoj pernatých ozdob hlavy, bez větší změn tělesných tvarů. Charakteristickým znakem je tzv. paruka, peřím tvořený útvar vyrůstající po celé délce krku, zakrývající hlavu, ramena i prsa ptáka.
Je to holub střední velikosti se vzpřímeně drženou, dlouhou postavou. Díky pernatým ozdobám působí mohutnějším dojmem. Držení těla je hrdé a elegantní, v přední části vztyčené, v zadní části postupně až téměř vodorovné. Hlava je malá a nízce klenutá, se středně dlouhým narůžovělým zobákem. Oči jsou perlové, obtažené úzkými, hladkými, růžovými nebo červenými obočnicemi. Krk je co nejdelší, nesený vztyčený nebo v mírném záklonu. Hruď je úzká, vysoce nesená, trup je štíhlý, delší, s lehce prohnutým hřbetem, který se svažuje směrem k ocasu. Zadní partie ptáka je kratší, ocas je nepříliš dlouhý a může se jemně dotýkat země. Křídla jsou naopak velmi dlouhá, nesená na ocase a dosahují téměř až k jeho konci. Nohy jsou nízké a neopeřené.
Nejdůležitějším znakem parukáře je jeho paruka. Je tvořena dlouhým, rovným a pevným peřím, které vyrůstá paprskovitě z postranních růžic, které se nachází na obou stranách krku, přibližně uprostřed jeho délky. Tyto pernaté víry jsou kruhovité až svisle protáhlé. Peří z oboustranných růžic se spojuje v tzv. hřívě. Hříva parukáře je její nejmohutnější část a zakrývá celou šíji ptáka. Nahoře přechází do klobouku, který je co nejvyšší, tvořený co nejdelším peřím, které odstává směrem od hlavy, a dobře zaoblený. Klobouk je vrchní částí paruky. Přední část paruky se nazývá řetěz, ten je uložený po stranách krku. Řetěz se skládá z dlouhých a hustých přiléhajících per, nahoře zasahuje až nad zobák a dole pokračuje až na prsa ptáka. V úrovni hlavy jsou jeho pera rozestoupena a tvoří výseč, kterou holub vidí. Při pohledu zepředu je paruka úzká a dobře přiléhající, při pohledu z boku je vysoká, široká, kruhovitého tvaru.
Cílem šlechtění je vytvořit velkou, širokou, uzavřenou a pravidelnou paruku, ve které by se pera vyrůstající z obou stran plynule spojila bez jakéhokoliv křížení.
Parukář se chová v tzv. mniší kresbě: hlava, ocas a 6-10 krajních letek jsou bílé, ostatní opeření je barevné. Na hlavě prochází hranice mezi bílým a barevným opeřením od zobáku středem oka dozadu na zátylek. Dále se vyskytuje v rázu tygra, s rovnoměrným barevným stříkáním v bílém opeření na celém těle včetně paruky. Mniší kresba je však zachována i u této kresby. Chryzantéma je ráz parukáře charakteristický barevným stříkáním především v paruce, s převládajícím bílým opeřením jinde na těle. Parukář může být i celý bílý. Chová se v mnoha barvách i mezibarvách a u plnobarevných rázů je vždy uznaná bezpruhá, pruhová i kapratá kresba.

## Chov
Parukář je chovatelsky náročné plemeno. Ptáci mají omezené zorné pole, proto se chovají pouze ve voliérách. Nejlepší je prostorná, přízemní voliéra s komorovým holubníkem. Nevyhovuje jim držení s jinými, temperamentnějšími plemeny. Problémem bývá nedostatečná oplozenost vajec, proto se před chovnou sezónou ptákům zastřihují pera řetězu a vytrhávají pera z okolí kloaky. Jinak jsou to krotcí a přítulní holubi.

## Galerie

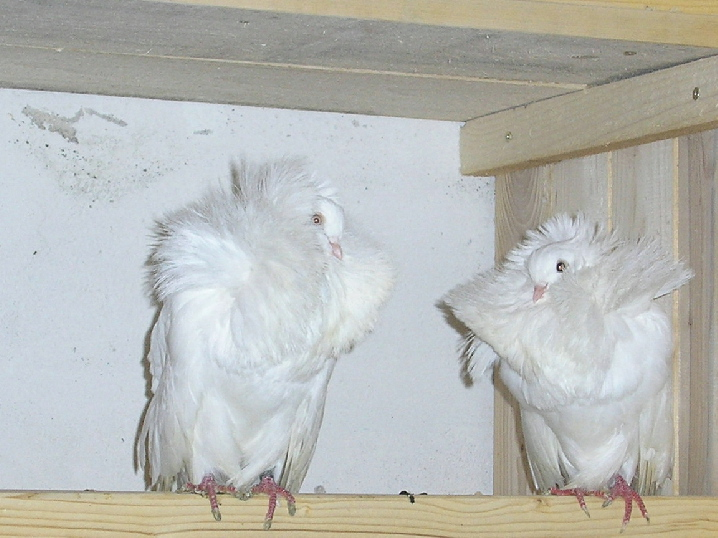
Pár bílých parukářů
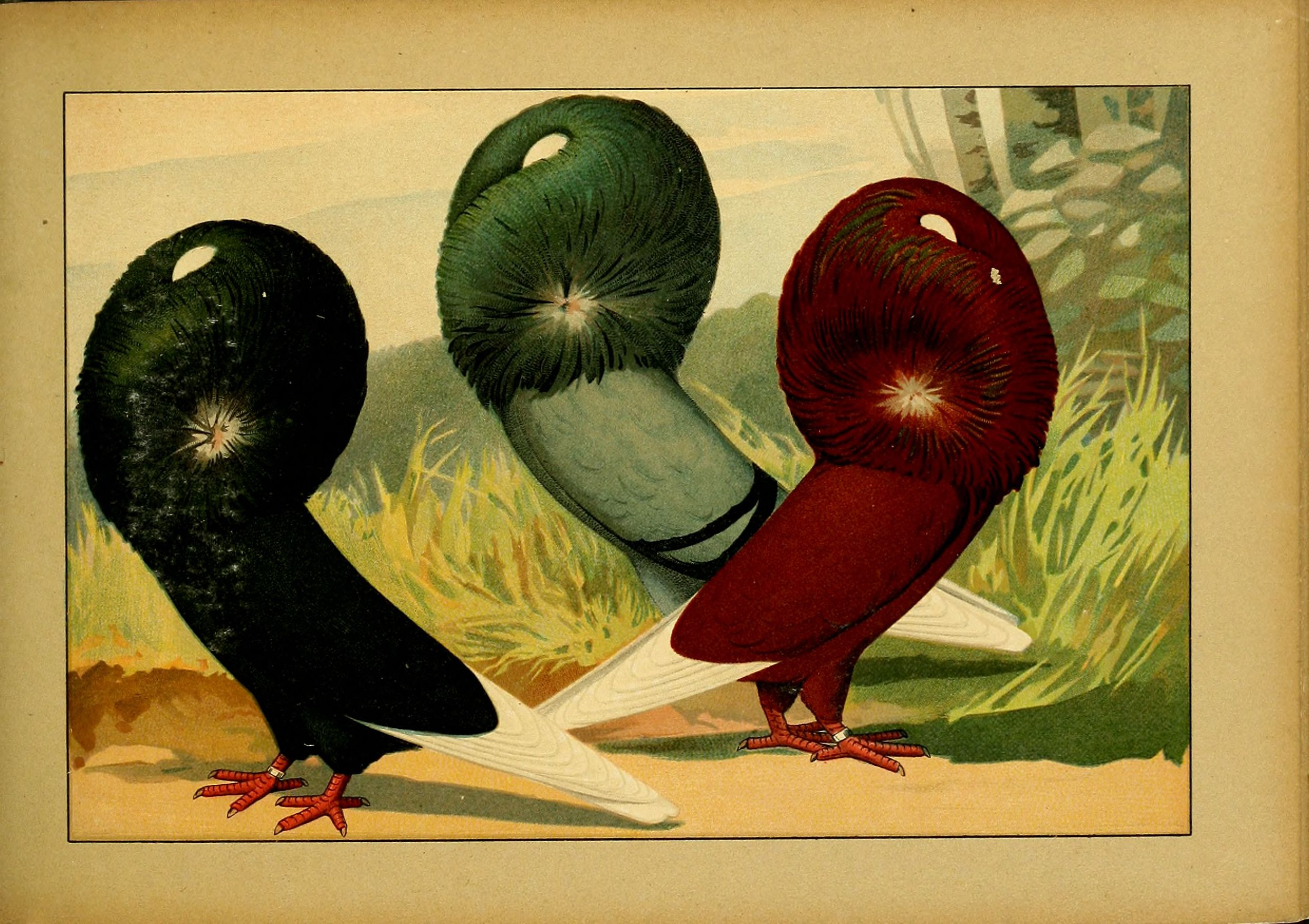
Barevné rázy parukáře: černý, modrý pruhový a červený
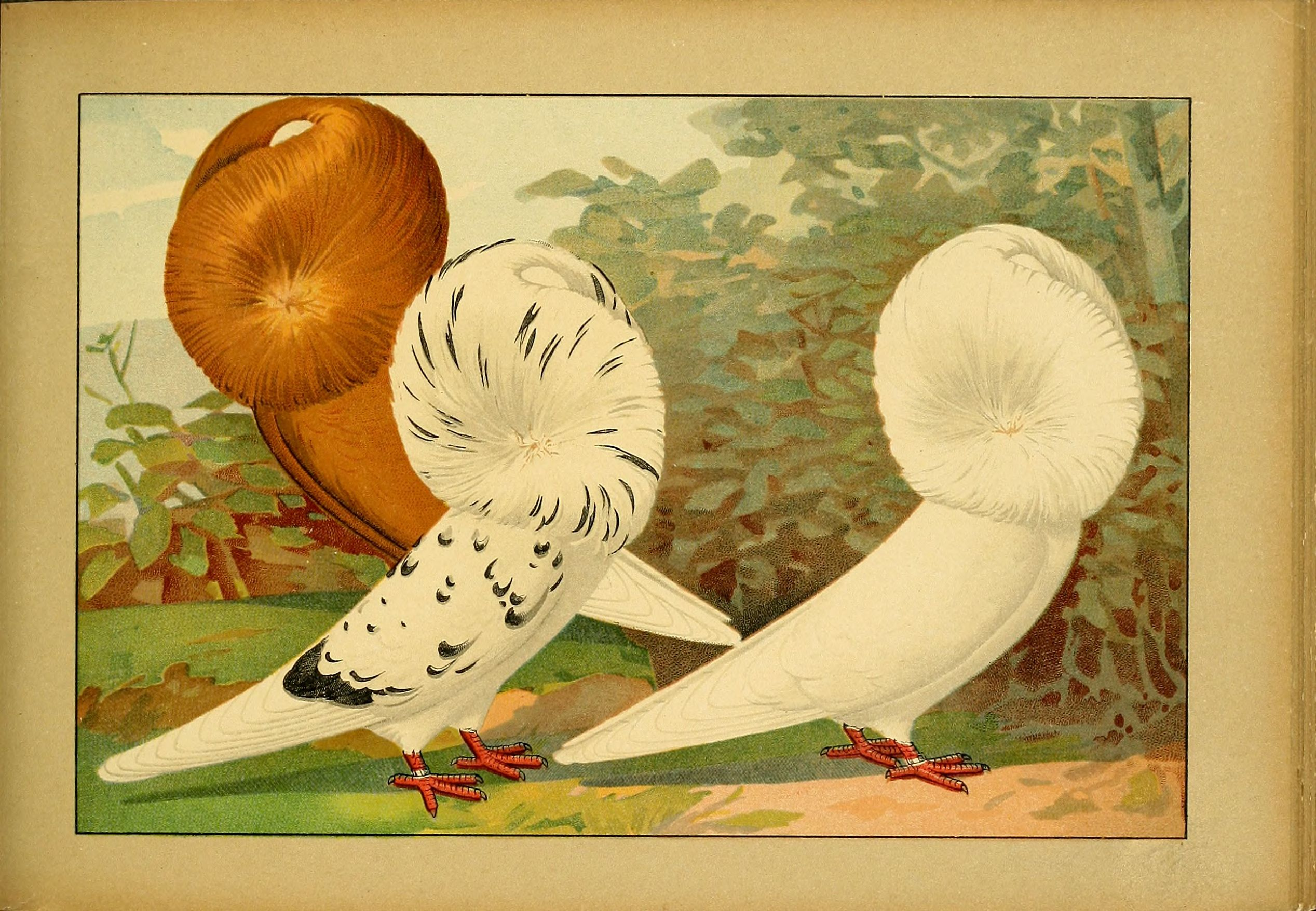
Barevné rázy parukáře: žlutý, černý stříkaný a celobarevný bílý